# (261) Примно
(261) При́мно (др.-греч. Πρυμνώ) — один из типичных астероидов главного пояса, который принадлежит к очень редкому спектральному классу B, близкому по составу к астероидам C-класса.

## История открытия
Астероид был открыт 31 октября 1886 года германо-американским астрономом К. Г. Ф. Петерсом в обсерватории Литчфилд, расположенной вблизи города Клинтон, штат Нью-Йорк, США и назван в честь Примно, океаниды в древнегреческой мифологии.

## Орбитальные характеристики
Данный астероид расположен во внутренней части главного пояса на расстоянии 2,33 а. е. от Солнца. Поскольку он движется по практически круговой орбите с низким эксцентриситетом близким к 0,09, его расстояние от Солнца меняется довольно слабо, примерно от 318,019 млн км в перигелии до 379,867 млн км в афелии.

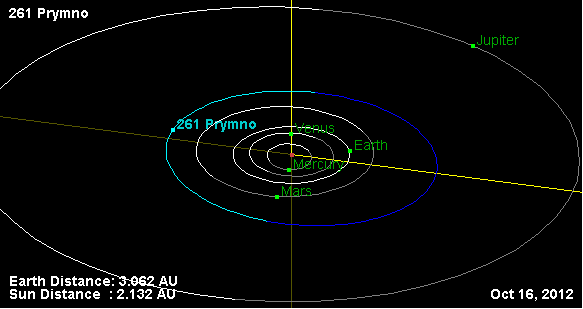
Орбита астероида Примно и его положение в Солнечной системе

Один оборот астероид совершает примерно за 1301,2 суток, что составляет чуть более 3,5 лет.

## Физические характеристики
Диаметр астероида относительно небольшой, всего 50,93 км. Его поверхность довольно светлая, с альбедо, равным 0,1141, несмотря на то, что он принадлежит к углеродным астероидам, что объясняется присутствием в его составе безводных силикатов, сульфидов и некоторых других соединений, не свойственных для астероидов основного углеродного класса C. Абсолютная звёздная величина астероида составляет всего 9,44m из-за небольших размеров и относительно небольшой отражательной способности, а его видимая звёздная величина и того меньше.
Период вращения вокруг своей оси составляет чуть больше 8 часов.